# Noboru Terada
Noboru Terada (n. 25 noiembrie 1917, Shizuoka, Japonia – d. 26 septembrie 1986) a fost un înotător ce a reprezentat Japonia, medaliat olimpic. A participat la o ediție a Jocurilor Olimpice (1936) în care a câștigat o medalie de aur.

## Participări
Lista de mai jos prezintă principalele competiții la care a participat Noboru Terada de-a lungul carierei.
- Olympische Sommerspiele 1936/Schwimmen – 1500 m Freistil (Männer)[*]